# Sonia Durán Smela
Sonia Durán Smela (Los Ángeles  29 de marzo de 1954) es una política colombiana. Fue alcaldesa interina de Bogotá, y embajadora de Colombia en Suecia.

## Biografía
Nacida en Los Ángeles (Estados Unidos), hija de Hernando Durán Dussán y de Christine Edwige Smela Pidzick, se desempeñó como alcaldesa interina de la capital, Bogotá entre marzo y junio de 1992.  Fue la primera mujer en asumir el cargo. 
En 2014 y 2015, fue asesora del gobierno de Honduras en materia de Derechos Humanos , sistema legal y descentralización de la gobernanza.  
Entre 2013 y 2014, realizó tareas de consultoría para el PNUD sobre la descentralización de la administración pública y el desarrollo de capacidades personales. 
Para 2015 hasta 2018 fue nombrada embajadora de Colombia en Suecia.
Sonia Durán Smela está casada con Arturo Infante Villareal, embajador de Colombia en Malasia, Tailandia y Vietnam entre 1996 y 2002.